# Los Papiros
Los Pápiros es una zarzuela cómica en tres actos con libreto de Serafín Álvarez Quintero y Joaquín Álvarez Quintero, y música del maestro Pablo Luna. Se estrenó con gran éxito en el Teatro Reina Victoria de Madrid, el 25 de febrero de 1921.

## Comentario
Es un ejemplo de la resurrección de la zarzuela grande que se viene gestando desde la década de 1910, y que durante los años 20 y 30, aportarían títulos tan importantes como Doña Francisquita, Luisa Fernanda, o La tabernera del puerto. Su libreto se debe a los Hermanos Álvarez Quintero, los cuales abandonan los escenarios andaluces, para crear una obra de corte costumbrista, con ribetes de comedia y sainete, planteando buenas situaciones y buen dibujo de tipos.
La música corre a cargo de Pablo Luna, que por esos años había ido consolidando su prestigio, como uno de los grandes maestros, creador de melodías populares y elegantes, codeándose con las grandes operetas del momento, en esa obra se hizo célebre el cuplé "Espuma de Champagne".

## Argumento
La acción transcurre en Madrid y Sevilla en la época del estreno (1921)

### Acto primero
En un humilde estudio, trabaja Cipriano, un pobre compositor, el cual compone cuplés y da clases para poder ir subsistiendo, una de sus alumnas, Mariquita, una andaluza sosa y humilde, está enamorada de él, la cual trata de aprender a ser una buena cupletista sin mucho resultado. Llega al estudio Violante, una bella artista, de la cual está enamorada Cipriano, provocando la tristeza de Mariquita, que ve cómo esa mujer lo conquista sin percatarse de sus sentimientos. Ensayan el nuevo cuplé, cuando entran varios amigos jaleándola y diciendo piropos, formando una animada conversación. Son interrumpidos por la llegada de Don José, el cual se presenta como amigo del tío de Cipriano, Don Quintín, que ha fallecido recientemente y trae su última voluntad. Al quedar solo Cipriano, escucha la carta y descubre que le ha legado toda su fortuna. Loco de alegría corre a comunicarlo a sus amigos y estos lo celebran con gran algarabía.

### Acto segundo
En los jardines de una venta, se celebra una fiesta muy concurrida. A ella asiste Don José, el cual está muy preocupado por la actitud derrochadora de Cipriano. Se encuentra con Lebrija, el cual lo reconoce, no como Don José, sino como Don Quintin, revelándose su auténtica personalidad. Don José cuenta con todo detalle, su preocupación por la herencia, por lo que tras hablar con un fraile, se le ocurrió un plan: fingiría su muerte por un año, para poder así ver como administraba su herencia su sobrino, si este lo hace bien, podrá disfrutar de ella para siempre, pero si no lo hace, resucitaría al cabo de un año. Durante toda la velada muestra Don José varios signos de desasosiego, al ver como Cipriano gasta por todo lo alto, concluyendo el acto con una gran juerga donde D. José pierde los nervios.

### Acto tercero.
En un pequeño despacho en la casa de D. José, ha recalado Mariquita como su secretaria, demostrando sus innatas cualidades para el ahorro y su personalidad sencilla, que hacen las delicias de Don José, entusiasmado con ella. Ella le revela sus pensamientos sobre la herencia de Cirpiano, sintiéndose desgraciada al saber que lo perdía por el dinero, pero que ella lo esperaría si este fuera pobre. Al oírlo, Don José tiene una idea, hará que Cipriano sea pobre de nuevo. Entra Violante en el despacho y comenta con Don José sobre su contrato par ala argentina y su ruptura con Cipriano, que llenan de alegría a Mariquita. Al marcharse, Don José tiene un sueño en donde ve claramente sus ideas, sobre la futura pobreza de su sobrino y el amor de Mariquita por él. Al llegar Cipriano, le comenta la ruptura de Violante y revela su verdadera personalidad, provocando pavor en él. Mariquita, es nombrada la nueva heredera y abraza a Don José, pensando en su futuro con Cipriano.

## Números musicales
- Acto primero

- - Preludio.

- - Canción de Mariquita: "Yo zoy la zerraniya"

- - Dúo de Cipriano y Violante: "Las mujeres que nacemos ambiciosas"

- - Cuplé de Violante: "Espuma de Champagne"

- - Fin del Acto primero

- Acto segundo

- - Introducción y Coplas dentro: "Yo te digo mi verdá"

- - Coplas dentro: "Anda un rico que te de"

- - Dúo de Violante y Cipriano: "¡Luna Sevillana!"

- - Canción Flamenca: "Tú eres mar y yo soy río"

- - Paso de Bolero (Orquesta)

- - Fin del Acto segundo: "¡Porque la vida es un día!"

- Acto tercero

- - Romanza de Violante: "¡A volar! ¡A volar!"

- - Pantomima, El Sueño de Don José (Orquesta y Voz): "¡Avaro infeliz!"

- - Fin de la obra: "Que en este mundo traidor"

## Personajes principales
- Cipriano, compositor pobre y enamorado de Violante (tenor)

- Don José, hombre avaro y verdadero tío de Cipriano (actor)

- Lebrija, amigo del tío de Cipriano (actor)

- Violante, cupletista bella y obsesionada con el lujo (soprano)

- Mariquita, andaluza sosa y enamorada de Cipriano (soprano cómica)

- La Rubia, cantadora de la venta (tiple)